# Allison McNeill
Pour les articles homonymes, voir McNeill.
Allison McNeill, née le 26 septembre 1959 à Princeton dans le New Jersey, est une entraîneuse canadienne de basket-ball. 

## Palmarès
- 3e du championnat des Amériques 2003, 2005, 2009, 2011